# Jorgen Jensen
Jorgen Jensen, född 1895, död 1966, var en dansk silversmed.
Han var son till Georg Jensen och studerade först för sin far och fortsatte därefter studierna för den tyske guldsmeden Leonhard Ebert och vid konstindustriskolan i München för att senare fortsätta i Georg Jensens ateljé i Köpenhamn. Han arbetade i Jensens ateljé 1917–1923 och etablerade därefter en egen silversmedja i Stockholm innan han återvände till Georg Jensen 1936 och var verksam där till 1962. Hans arbeten består av smycken och servisgods med en design av raka linjer och sparsmakad ornamentik. Han medverkade i ett flertal Europeiska- och Amerikanska konsthantverksutställningar. Jensen finns representerad vid Nationalmuseum i Stockholm.